# Banda morisca

Regne de Granada.

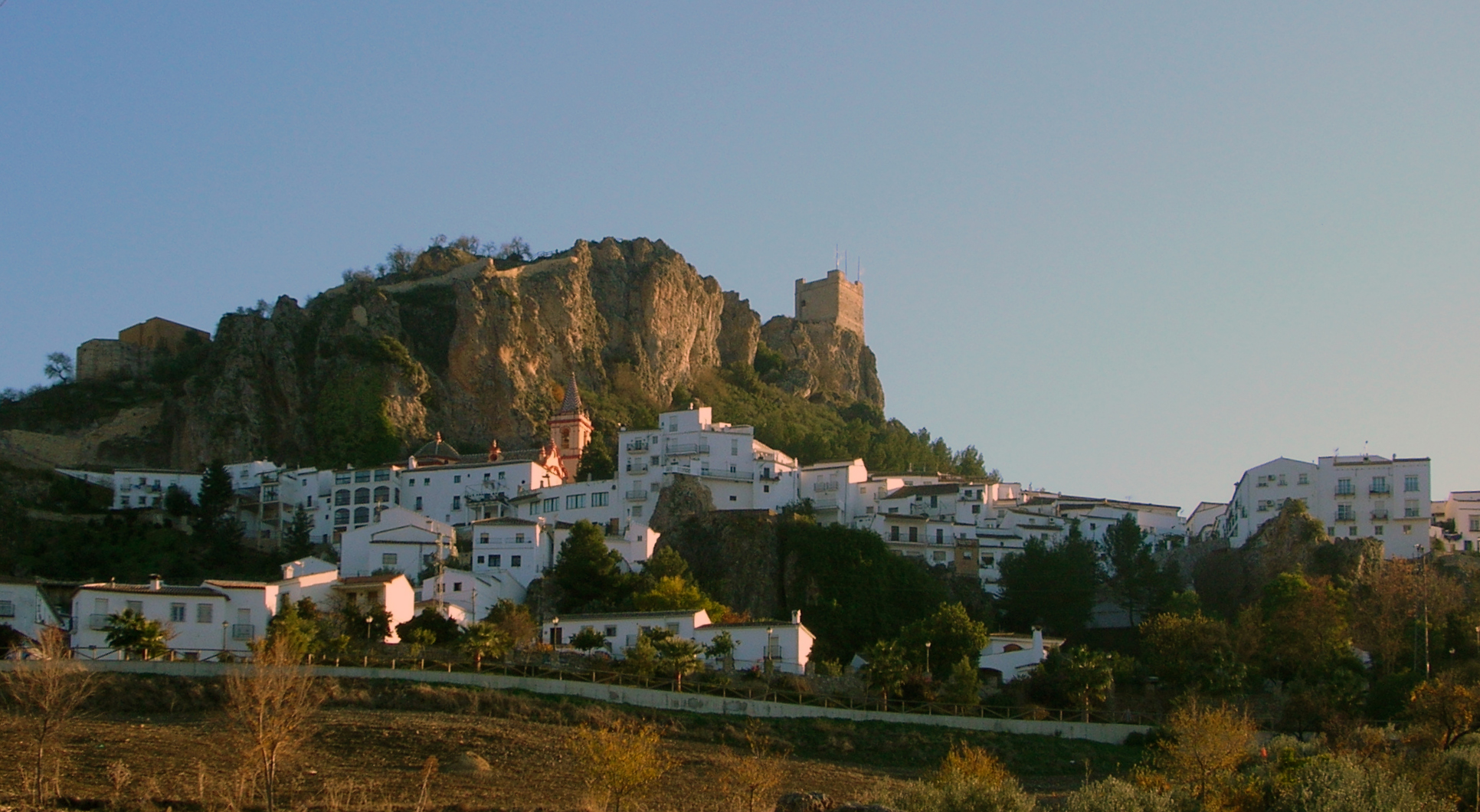
Zahara de la Sierra, enclavament de la Serralada de Cadis conquistat per Castella el 1407.

La Banda morisca va ser un territori fronterer de la Corona de Castella, situat entre el regne nazarita de Granada i l'Andalusia reconquistada, formada pels regnes cristians de Jaén, Còrdova i Sevilla. Habitualment aquest territori es coneix simplement com la Frontera, la frontera de Granada o la frontera granadina.
Existeixen nombrosos topònims a Andalusia que fan al·lusió a aquesta frontera amb el regne de Granada. Així, a la província de Cadis existeixen els municipis d'Arcos de la Frontera, Castellar de la Frontera, Chiclana de la Frontera, Conil de la Frontera, Jerez de la Frontera, Jimena de la Frontera i Vejer de la Frontera; a la província de Màlaga, Cortes de la Frontera; en la província de Còrdova, Aguilar de la Frontera i a la província de Sevilla, Morón de la Frontera.
Existeixen altres municipis andalusos, a la província de Huelva, els noms de la qual contenen la locució "de la Frontera", no obstant això no es refereixen a la frontera granadina sinó a la frontera amb Portugal. Est és el cas de Rosal de la Frontera i de Palos de la Frontera.
La frontera granadina es va anar delimitant en la primera meitat del segle xiii, amb les extenses conquestes de Ferran III el Sant en tota la vall del Guadalquivir, per consolidar-se durant el regnat d'Alfons X el Savi, especialment després de la Revolta dels mudèjars de 1264, i desaparèixer definitivament amb la presa de Granada en 1492.
Durant la seva existència, la frontera va tenir una gran importància militar, política, econòmica, religiosa i cultural. Més enllà de ser una frontera com d'altres, va anar durant més de dos segles el límit europeu entre el cristianisme i l'islam. Va ser, per tant, un lloc de fort intercanvi, que va justificar la creació del càrrec militar d'Adelantado Mayor de la Frontera, que va mantenir viu a tots dos territoris l'esperit de la croada cristiana, de la gihad islàmica i l'ideal cavalleresc, ja anacrònic en altres territoris europeus. Així mateix va possibilitar activitats econòmiques lícites i il·lícites, com el comerç amb productes orientals o com les incursions militars, destinades a la mera consecució d'un botí, i a la captivitat d'ostatges amb els quals mantenir el negoci esclavista, o simplement negociar la redempció de captius. En aquest aspecte prenien partit ordes religiosos. En el camp artístic i cultural, els romanços fronterers, denominació de Ramón Menéndez Pidal, potser siguin un dels aspectes més brillants fruit d'aquest contacte entre civilitzacions. La frontera, fou un element clau en la formació de la identitat d'Andalusia i en la formació de la visió de l'Islam de tot Espanya.